# KIC 8462852

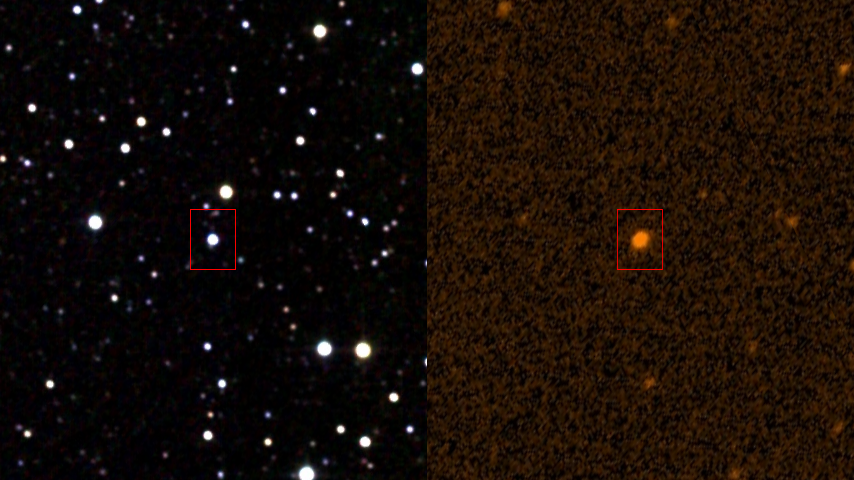
Imágenes de la estrella en infrarrojo y ultravioleta.

KIC 8462852 inicialmente llamada estrella de Tabby de forma epónima debido a que inicialmente fue investigada por Tabetha S. Boyajian y posteriormente bautizada como estrella Boyajian, o WTF Star, formalmente por la oración (Where's the Flux? en inglés o ¿Dónde está el Flujo?, pero también una referencia a la jerga en inglés WTF) es una estrella localizada entre las constelaciones de Cygnus y Lyra, aproximadamente a 454 pársecs (1500 años luz) de la Tierra.
En septiembre de 2015, varios astrónomos publicaron un artículo analizando las extrañas fluctuaciones de la luz provenientes de la estrella. Medir estas fluctuaciones es una manera común de detectar los planetas que orbitan en torno a estrellas lejanas. Aun así, esta estrella presentó unos cambios de luminosidad excepcionales. La luz observada parece provenir de un objeto de gran masa (o muchos objetos de masa pequeña) orbitando la estrella en "formación cerrada", los cuales sugieren una serie de hipótesis extrañas.

## Localización

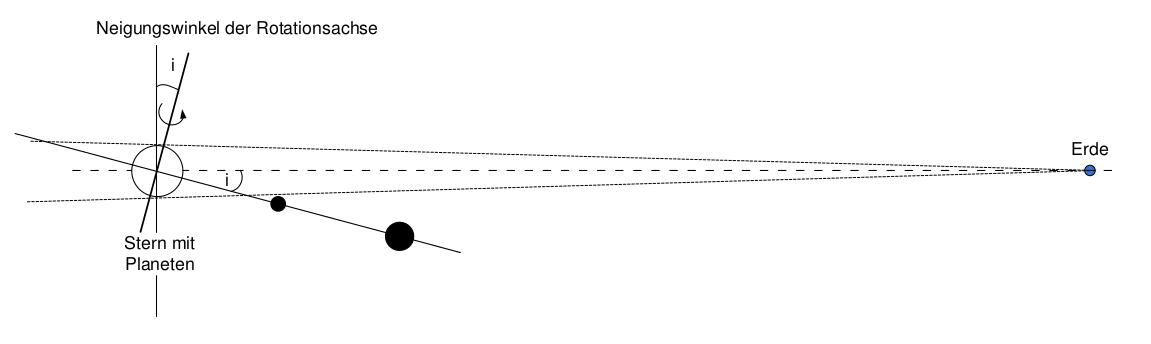
El ángulo de visión y la distancia del planeta (hipotético) y de nuestra posición de observación (Erde es ‘Tierra’ en alemán).

KIC 8462852, informalmente conocida como estrella de Tabby, se encuentra en la constelación de Cygnus, más o menos a medio camino entre las grandes estrellas brillantes Deneb (α Cyg, α Cygni, Alpha Cygni) y Rukh (δ Cyg, δ Cygni, Delta Cygni). KIC 8462852 está situada al sur de Omicron¹ Cygni (ο¹ Cygni, 31 Cygni) y al noreste del cúmulo de estrellas NGC 6866. Y si bien existen solo unos pocos minutos de arco de distancia al cúmulo, es ajeno a éste, ubicándose más cerca de nuestro sol que del cúmulo de estrellas. Con una magnitud aparente de 11,7, la estrella no puede ser vista a simple vista, pero es visible con un telescopio mayor de 130 mm en un cielo oscuro con poca contaminación lumínica. Tiene una estrella compañera clase M2 con masa de 0,4M☉ a una separación de dos segundos de arco; no está claro si es un sistema binario.

## Luminosidad
Observaciones de la luminosidad de la estrella realizadas por el telescopio espacial Kepler muestran inmersiones pequeñas, frecuentes, no periódicas en brillo, junto con dos grandes inmersiones registradas en brillo que parecen ocurrir aproximadamente con 750 días de diferencia. La amplitud de los cambios en el brillo de la estrella, y la aperiodicidad de los cambios, significan que esta estrella es de interés particular para los astrónomos. Los cambios de brillo de la estrella serían compatibles con muchas masas pequeñas que orbitarían la estrella en "formación estrecha".
La primera depresión importante, el 5 de marzo de 2011, ocultó el brillo de la estrella hasta un 15 %, y la siguiente (el 28 de febrero de 2013) hasta un 22 %. En comparación, un planeta del tamaño de Júpiter sólo ocultaría una estrella de este tamaño en un 1 %, indicando que cualquier cosa que esté bloqueando luz durante las depresiones importantes de la estrella no es un planeta, sino algo que cubre hasta la mitad del ancho de la estrella. Debido al funcionamiento incorrecto de dos de las ruedas de reacción de Kepler, la pronosticada inmersión de la estrella en 750 días alrededor de abril de 2015 no fue grabada; observaciones adicionales estaban planeadas para mayo de 2017.

### Curvas de luz

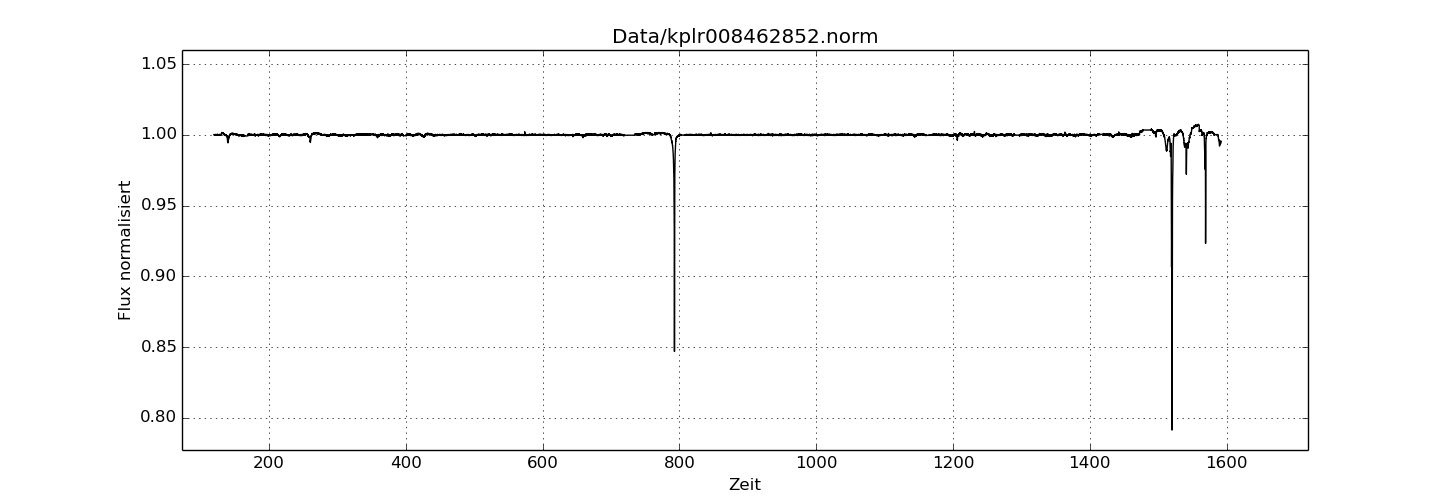
Todo el tiempo
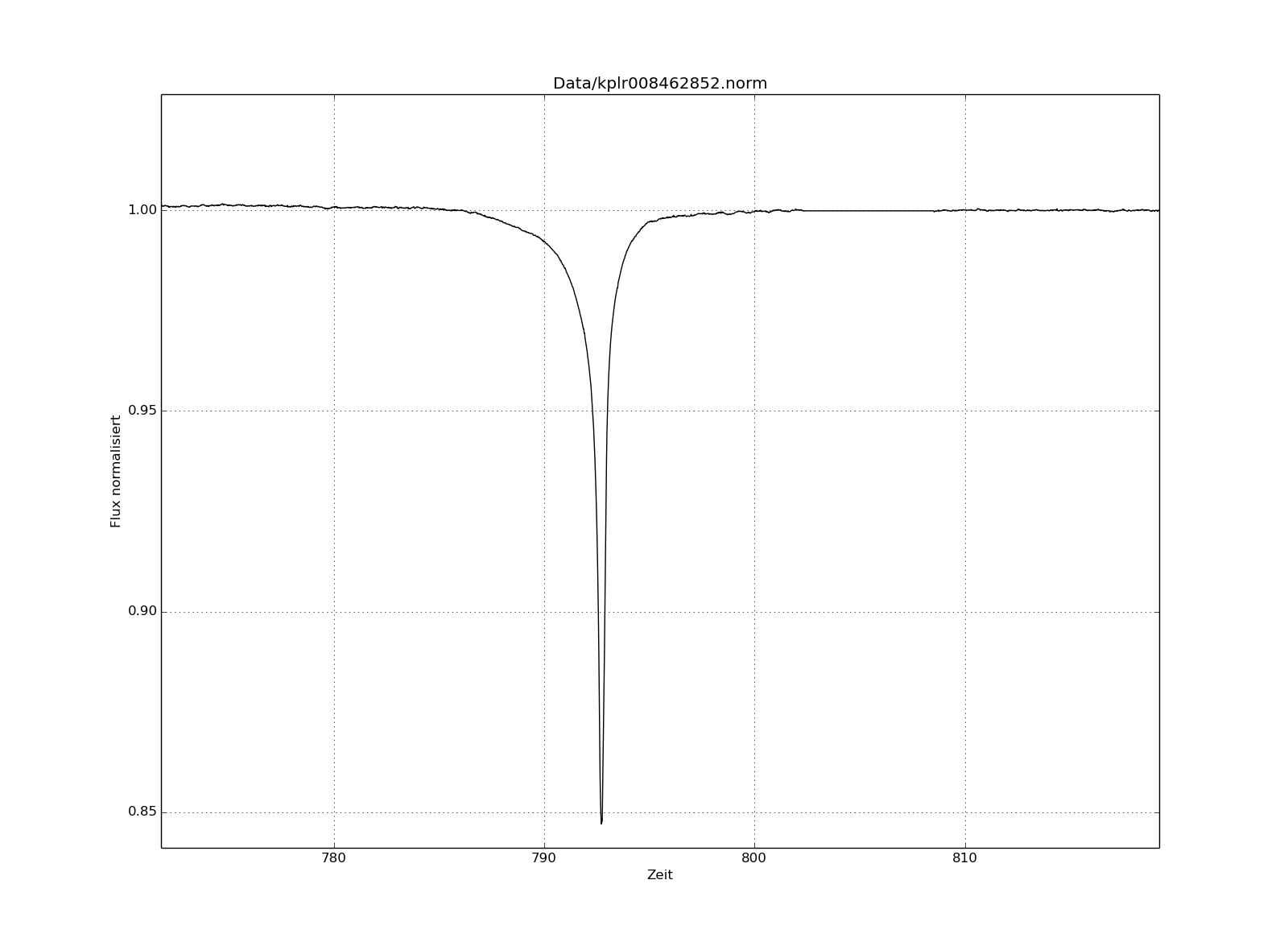
5 de marzo 2011 (Día 792 de las observaciones de Kepler)
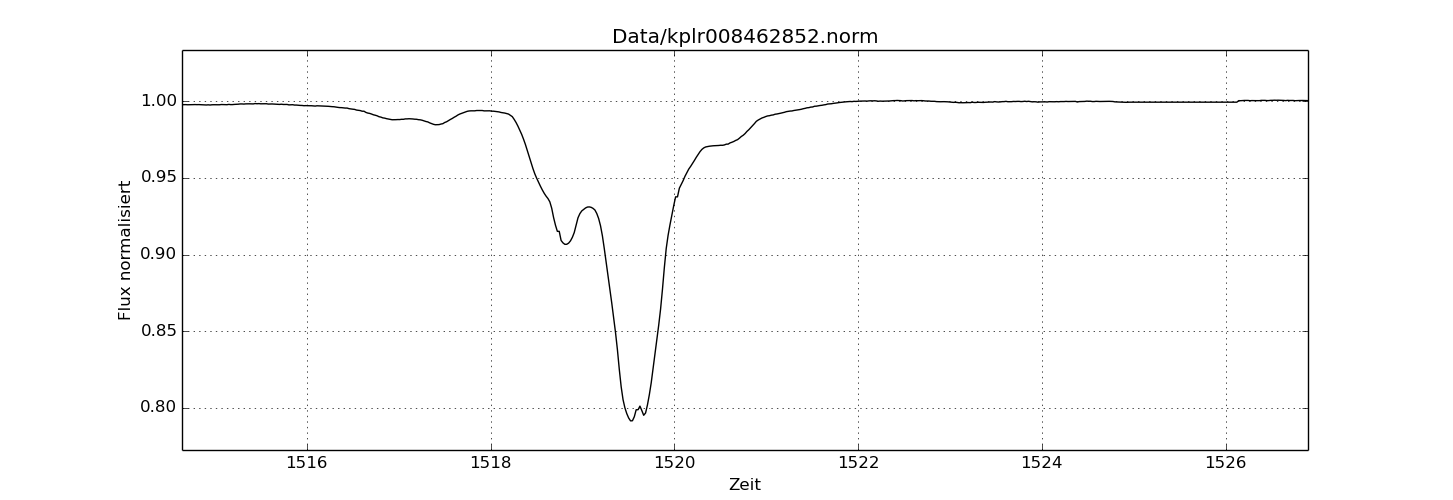
28 febrero 2013 (Día 1519 de las observaciones de Kepler)
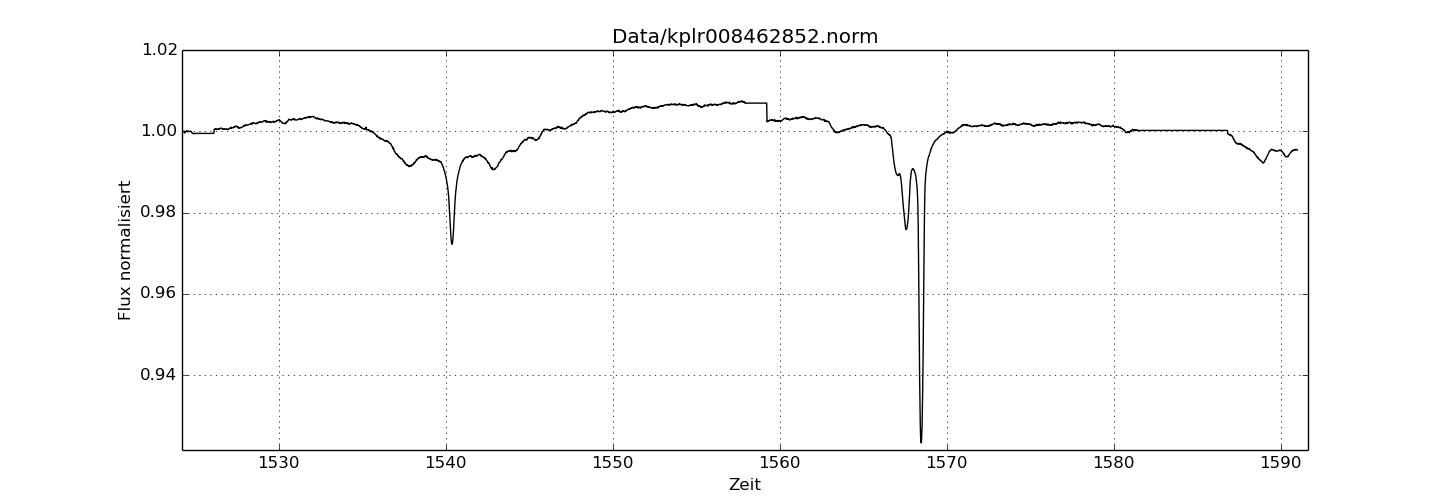
17 abril 2013 (Día 1568 de las observaciones de Kepler)

Además del oscurecimiento de todo el día, un estudio de un siglo de placas fotográficas sugiere que la estrella se ha apagado gradualmente entre 1890 y 1989 en aproximadamente un 20 %, lo que sería algo sin precedentes para cualquier estrella del tipo F de secuencia principal. Sin embargo, obtener magnitudes precisas de largo plazo con los archivos fotográficos es un procedimiento complejo, requiriendo ajustes por cambios de equipamiento, y es fuertemente dependiente en la elección de estrellas de comparación. Un estudio de contraste examinó las mismas placas fotográficas y concluyó que la posible atenuación de un siglo de tiempo probablemente pudo ser defecto de los datos, y no un acontecimiento astrofísico real. Se espera que las revisiones de archivos fotográficos adicionales puedan resolver este asunto.

## Hipótesis
Los investigadores piensan que la explicación más probable para la extraña fluctuación de luz de la estrella es una gran nube de polvo proveniente de cometas que la orbitan de forma elíptica. Otras explicaciones para la disminución de luminosidad estelar medida por el telescopio espacial Kepler se podrían deber a que la estrella ha capturado recientemente un campo de asteroides, o un campo de derrubios provenientes de un planeta masivo. Los investigadores pensaron que la explicación del campo de derrubios es poco probable debido a la baja probabilidad de que Kepler sea capaz de registrar tal acontecimiento. Basado en el análisis espectral y tipo de estrella, los investigadores indican que no hay ninguna evidencia de que los cambios de luminosidad de la estrella puedan atribuirse a cambios de la misma.

### Una estrella más joven con material de coalescencia alrededor de ella

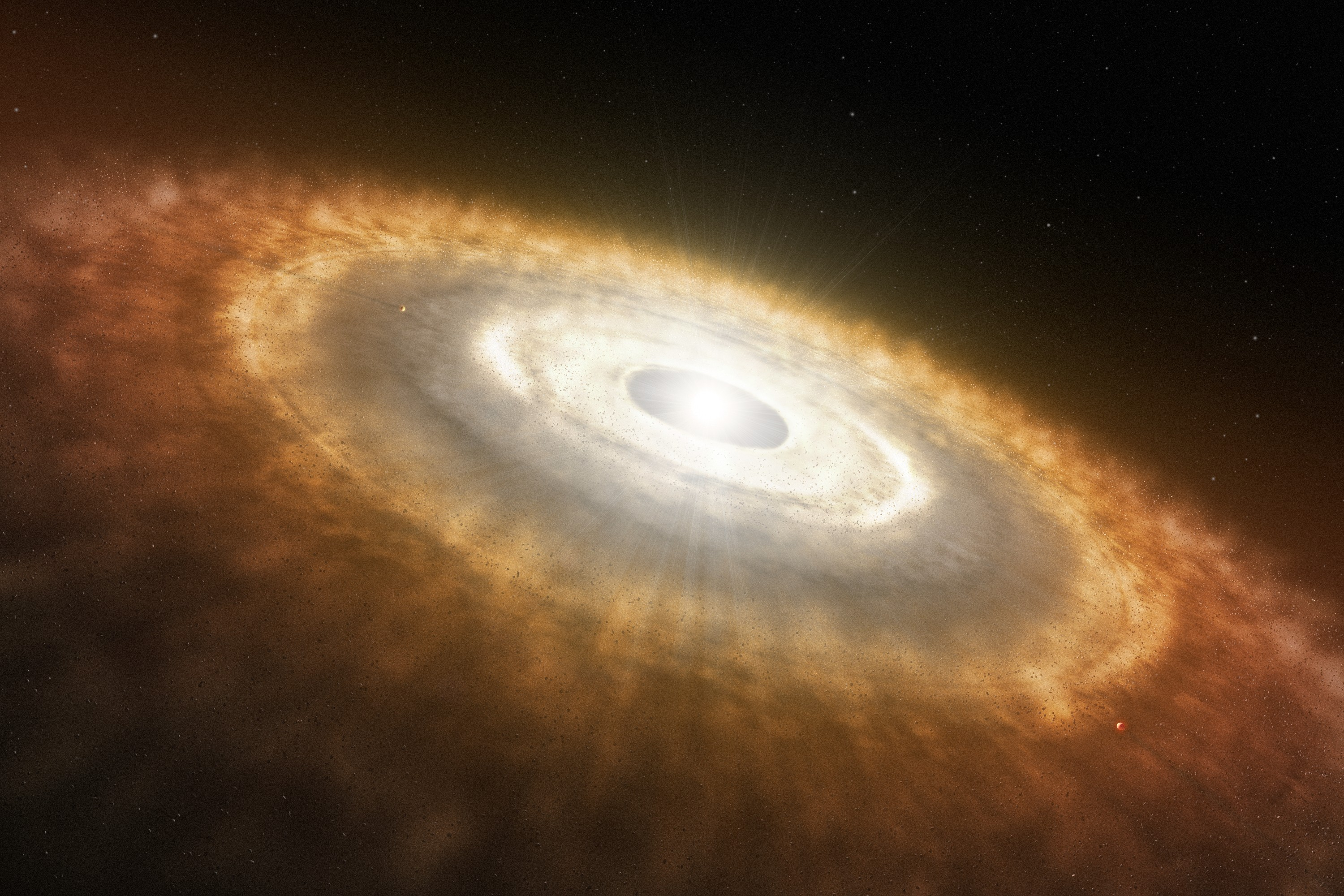
Impresión artística de una estrella joven con material de coalescencia alrededor de ella.

El astrónomo Jason Wright (quien fue consultado por Boyajian) y otros que han estudiado KIC 8462852 han sugerido en un documento de seguimiento que si la estrella es más joven de lo que su posición y velocidad sugiere, entonces puede que todavía tenga material de coalescencia alrededor de ella. Un estudio espectroscópico de 0,8 a 4,2 micras del sistema utilizando el Telescopio Infrarrojo de la NASA (NASA IRTF) no encontró ninguna evidencia de material de coalescencia dentro de unas pocas unidades astronómicas de la estrella central.

### Campo de escombros planetarios

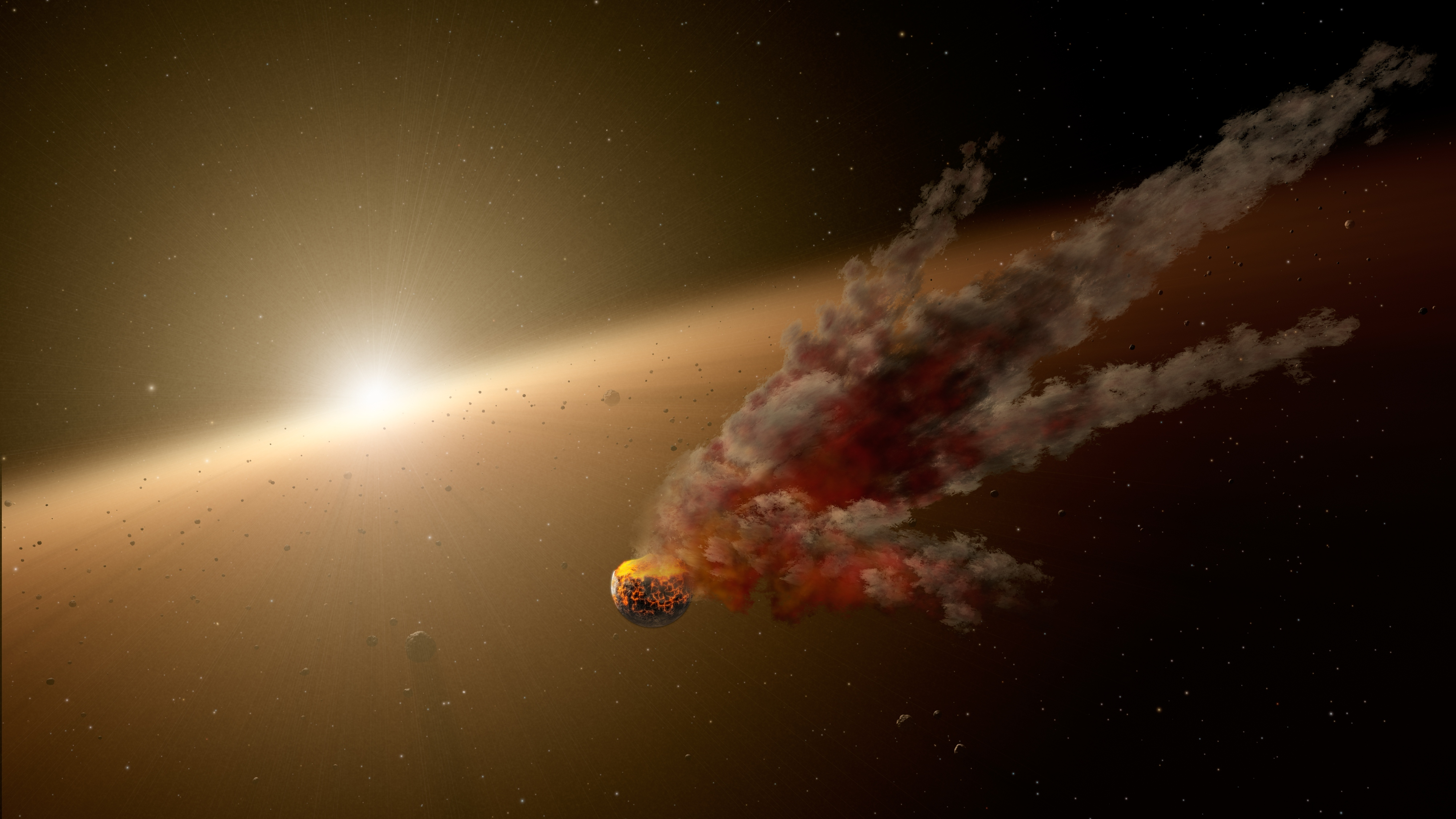
Impresión de un artista de una colisión masiva con un protoplaneta.

También se han realizado espectroscopías de alta resolución y observaciones de imágenes, así como análisis de distribución de energía espectral utilizando el Telescopio Óptico Nórdico en España. Un escenario de colisión masiva crearía polvo caliente que brilla en longitudes de onda infrarrojas, pero no se observa un exceso de energía infrarroja, descartando los masivos desechos de colisión planetaria. Otros investigadores piensan que la explicación del campo de los escombros planetarios es improbable, dada la muy baja probabilidad de que Kepler haya presenciado tal evento debido a la rareza de colisiones de tal tamaño.
Al igual que con la posibilidad de material de coalescencia alrededor de la estrella, los estudios espectroscópicos utilizando el NASA IRTF no encontraron evidencia de polvo cercano o materia circunestelar procedente de un planeta en evaporación o explosión dentro de unas pocas unidades astronómicas de la estrella central. Los datos infrarrojos pasados del telescopio espacial Spitzer de la NASA y del explorador de la exploración del infrarrojo del campo ancho no encontraron ninguna evidencia para un exceso de la emisión infrarroja de la estrella, que habría sido un indicador de los granos de polvo calientes que podrían haber venido de colisiones catastróficas de meteoritos o de planetas en el sistema. Esta ausencia de emisión apoya la hipótesis de que un enjambre de cometas fríos en una órbita inusualmente excéntrica podría ser responsable de la curva de luz única de la estrella, pero se necesitan más estudios.

### Una nube de cometas en desintegración

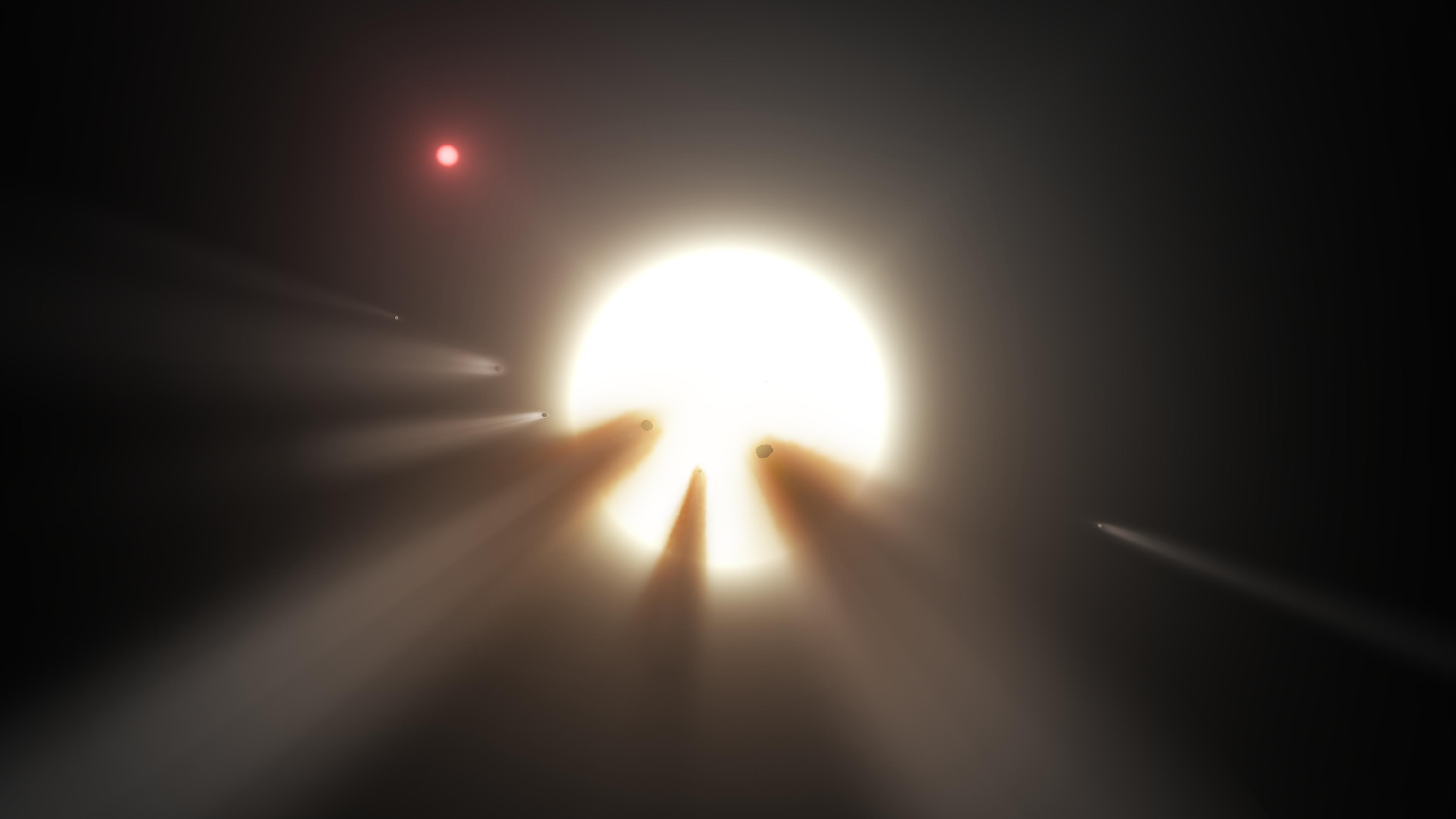
Impresión del artista de un enjambre en órbita de fragmentos de cometas polvorientos.

Una explicación propuesta para la reducción de luz es que se debe a una nube de cometas desintegrantes que orbitan elípticamente la estrella. Este escenario supondría que el sistema planetario de la KIC 8462852 tiene algo similar a la nube de Oort y que la gravedad de una estrella cercana provocó que los cometas de dicha nube caigan más cerca del sistema, obstruyendo así los espectros de la KIC 8462852. La evidencia que apoya esta hipótesis incluye una enana roja de tipo M dentro de 132 000 millones de kilómetros (885 UA) de KIC 8462852. Sin embargo, la noción de que cometas perturbados de tal nube podrían existir en número suficientemente alto como para oscurecer el 22 % de la luminosidad observada de la estrella, ha sido puesta en duda.
Las observaciones de longitud de onda submilimétricas que buscan un polvo frío más lejano en un cinturón de asteroides similar al cinturón de Kuiper del Sol sugieren que es poco probable una explicación disruptiva planetaria «catastrófica» lejana; aún queda por determinar la posibilidad de que un cinturón de asteroides perturbado comience a dispersarse en el interior del sistema.

### Una megaestructura

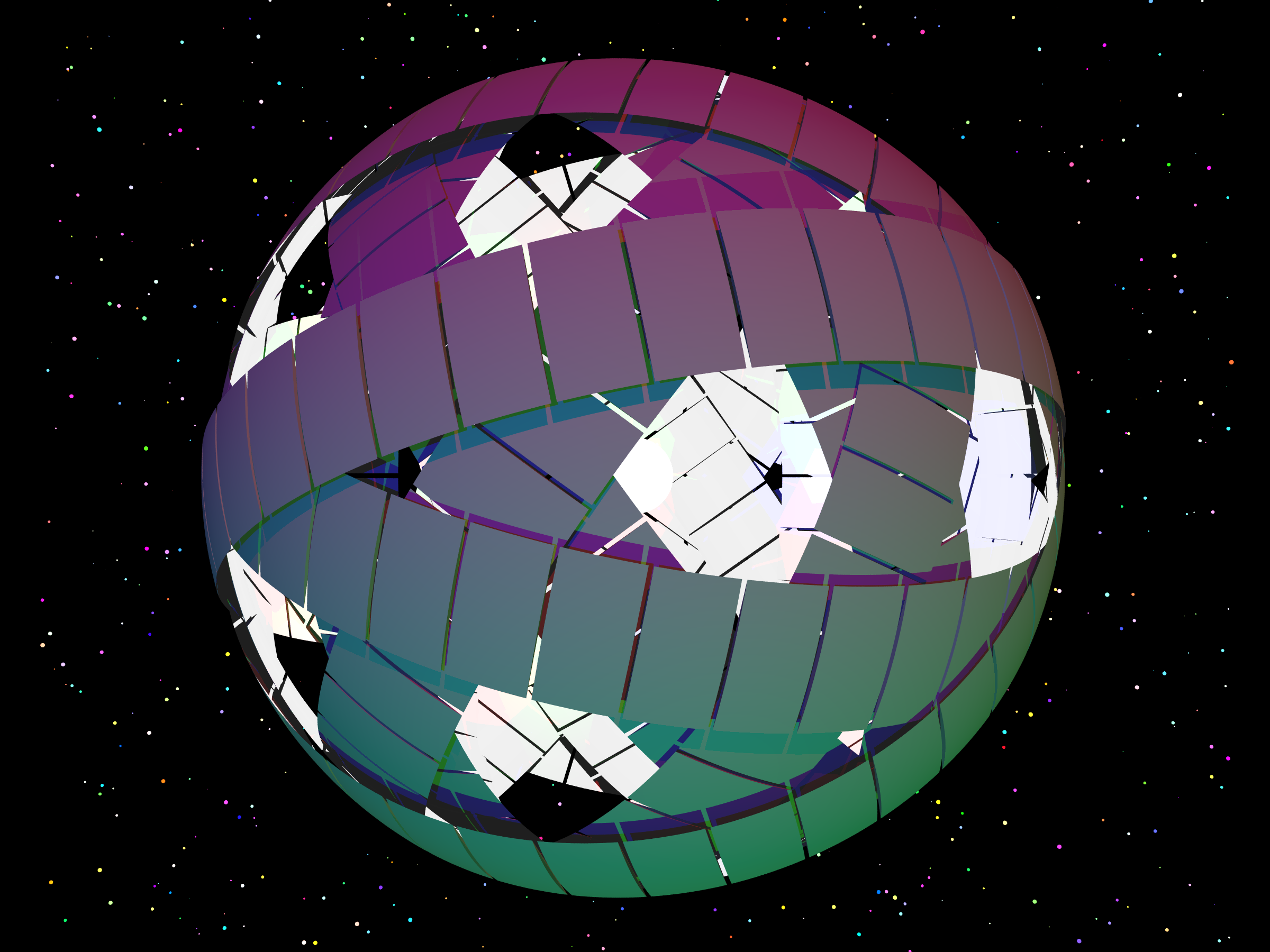
Impresión artística de una modificación de un enjambre de Dyson.

También se ha especulado con otras posibles explicaciones. Algunos astrónomos piensan que estas observaciones serían compatibles con mega estructuras producidas por civilizaciones alienígenas, como esferas de Dyson. Para investigar la posibilidad de que el comportamiento inusual de KIC 8462852 sea deliberado, el instituto SETI ha dirigido su conjunto de radiotelescopios Allen Telescope Array durante más de dos semanas hacia esta estrella y se han buscado dos tipos diferentes de señales de radio: (1) señales de banda estrecha, del orden de 1 Hz de ancho, tal como se espera que generarían las sociedades que quisieran emitir una señal para anunciar su presencia. Es el tipo de señal que se busca más a menudo en los experimentos de SETI. (2) Señales de banda ancha que podrían deberse a propulsores en el sistema estelar. Si hay proyectos de astroingeniería en marcha realmente cerca de KIC 8462852, podría ser razonable esperar la presencia de naves espaciales relacionadas con esta actividad. Si las naves fuesen impulsadas por haces intensos de microondas, parte de esa energía podría manifestarse como una emisión involuntaria de banda ancha. Las últimas evidencias descartan la existencia de megaestructuras.

### Consumo de un planeta
En diciembre de 2016, un equipo de la Universidad de Columbia y la Universidad de California en Berkeley propusieron que la KIC 8462852 tragara un planeta causando un aumento temporal y no observado del brillo debido a la liberación de energía gravitacional. Los restos planetarios todavía en órbita de la estrella entonces explicarían las caídas observadas en la intensidad lumínica.

### Variaciones caóticas no equilibradas debido a una criticalidad cercana
Sheikh et al. (2016) de la Universidad de Illinois en Urbana-Champaign señala que las variaciones de brillo observadas de la KIC 8462852 parecen ajustarse a las "estadísticas de avalancha" que se sabe que ocurren en un sistema cercano a una transición de fase.
Las "estadísticas de avalancha" con un espectro autosimilar o de ley de potencia son una propiedad universal de sistemas dinámicos complejos que operan cerca de un punto de transición de fase o bifurcación entre dos tipos diferentes de comportamiento dinámico. A menudo se observa que estos sistemas cercanos a críticos exhiben un comportamiento que es intermedio entre "orden" y "caos". Sheikh et al. No identifican los procesos físicos específicos o parámetros que están cerca de críticos; Sin embargo, observan que otras tres estrellas en el catálogo de entrada de Kepler también exhiben similares "estadísticas de avalancha" en sus variaciones de brillo, y que los tres se sabe que son magnéticamente activos. Conjeturan que el magnetismo estelar puede estar involucrado en KIC 8462852.

### Un planeta anillado grande seguido por enjambres de troyanos
Ballesteros y otros (2017) propusieron un gran planeta anillado arrastrado por un enjambre de asteroides troyanos en su punto Lagrange L5 y estimaron una órbita que predice otro evento a comienzos de 2021, debido a los principales troyanos, seguidos por otro tránsito del hipotético planeta en 2023. Pero el modelo para el planeta es 4,7 radios Júpiter demasiado grande para un planeta, de hecho a ~ 0,5 RSol (una enana-M temprana) debería ser fácilmente visto en el infrarrojo. La observación de velocidad radial actual (cuatro observaciones a σv ≈ 400m s −1) difícilmente restringen el modelo, pero nuevas medidas de velocidad radial, reducirían en gran medida la incertidumbre. El modelo predice un evento discreto y de corta duración para el episodio de oscurecimiento de mayo de 2017, correspondiente a la eclipse secundaria del planeta que pasa detrás de KIC 8246852. El modelo predice que la ocultación del cuerpo planetario equivaldría a una disminución del ~3 por ciento en el flujo estelar con un tiempo de tránsito de ~ 2 días, también el modelo predice que la órbita del planeta es de 12,41 años o 5.9 UA.

### Procesos innatos
También se ha postulado un conglomerado de actividad magnética, es decir, manchas solares, rotación diferencial, cambios ocasionales en la distribución de la fotosfera y simplemente variación aleatoria en la eficiencia convectiva. Pero dado que ninguna otra estrella se ha observado con una curva de luz así, y que la Estrella de Tabby está en el extremo caliente de las estrellas que Kepler observa, puede ser que la estrella de Tabby esté acercándose al final de su vida convectiva, un ejemplo de sesgo de selección, o ambos.

## Estudios de seguimiento
El 13 de enero de 2016, según estudios de la Universidad Estatal de Luisiana, observando placas fotográficas del siglo XIX, descubrieron que el brillo de la estrella ha caído un 19 % en un periodo de 100 años. Lo cual es algo sin precedentes para una estrella clase F en un periodo tan corto de tiempo. En un estudio publicado en enero de 2018, Boyajian et al. informaron que lo que está bloqueando KIC 8462852 filtra diferentes longitudes de onda de luz de manera diferente, por lo que no puede ser un objeto opaco. Llegaron a la conclusión de que es muy probable que sea polvo espacial.

### Resultados SETI
El análisis de los datos no muestra pruebas de ninguno de los dos tipos de señal entre las frecuencias de 1 GHz y 10 GHz. Esto descarta la presencia de transmisores omnidireccionales de aproximadamente 100 veces el consumo total de energía de la Tierra en el caso de señales de banda estrecha y 10 millones de veces en el caso de señales de banda ancha. No se encontraron señales de radio de banda estrecha a un nivel de 180-300 Jy en un canal de 1 Hz y o señales de banda media por encima de 10 Jy en un canal de 100 kHz.
Entre el 29 de octubre y el 28 de noviembre de 2015 los científicos buscaron pulsos de hasta una mil millonésima de segundo desde el Observatorio Óptico SETI de Boquete Provincia de Chiriqui, en Panamá, empleando un telescopio newtoniano de 0.5m. El telescopio relativamente pequeño del observatorio empleó un método de detección único especialmente sensible a las señales en forma de pulsos sin obtener resultados concluyentes. Si unos hipotéticos extraterrestres hubieran dirigido pulsos intencionados de láser en el espectro visible hacia la Tierra, el Observatorio de Boquete podría haberlos detectado siempre que hubiesen superado el nivel mínimo detectable por el sistema.
Las observaciones continuarán, pero hasta ahora no hay pruebas de señales de radio deliberadas en la dirección de KIC 8462852.

### Ópticos transitorios
Los astrónomos que utilizan la matriz VERITAS desarrollaron un método eficiente para buscar transientes ópticos ultrarrápidos a partir de objetos astronómicos sensibles a impulsos de nanosegundos con flujos de hasta 1 fotón m²
. Esta técnica se aplicó a la búsqueda de pulsos ópticos en observaciones de archivo fortuito de KIC 8462852, pero encontró que no se detectó ninguna emisión.

## Oscurecimiento 2017
A partir del 19 de mayo de 2017, se ha detectado una nueva caída en la luminosidad. Se están coordinando observaciones adicionales. "A las 4 de la mañana de esta mañana recibí una llamada telefónica que el Observatorio Fairborn en Arizona había confirmado que la estrella era un 3 por ciento más tenue de lo que normalmente es", dijo Jason Wright en una transmisión en vivo. Varios observatorios, incluyendo los telescopios Keck y los observatorios aficionados, están observando y tomando espectros de la estrella. Esta caída en la luminosidad tiene una forma compleja y sigue en curso. Espectros iniciales con FRODOSpec en el Telescopio Liverpool de 2 m. no muestran ninguna evidencia de algún cambio visible entre un espectro de referencia y esta caída en la luminosidad. La inmersión actual está mostrando inicialmente un patrón similar al que sucedió a los 759'75 días del evento 2, época 2 de Kepler.
La evidencia de un segundo evento de atenuación se observó el 13-14 de junio de 2017 por el astrónomo aficionado Bruce Gary. Mientras que la curva de luz de los días 14 y 15 de junio indicaba una posible recuperación del evento de atenuación, la atenuación siguió aumentando después, y el 16 de junio la Dra. Boyajian escribió que el evento se aproximaba a una disminución del 2 % de brillo..
Se detectó un tercer evento prominente de atenuación del 1% a partir del 2 de agosto de 2017, y que se recuperó el 17 de agosto.
El 5 de septiembre de 2017 comenzó un cuarto evento prominente de atenuación, y es, al 16 de septiembre de 2017, un evento de oscurecimiento del 2.3%  (o un 3%), convirtiéndolo en la "caída más profunda de este año".
El 10 de octubre de 2017, Bruce L. Gary, del Observatorio Hereford de Arizona y Boyajian, notó un brillo creciente, que duró unas dos semanas, de la luz estelar de KIC 8462852.  Una posible explicación, que involucra una enana marrón en tránsito en una órbita excéntrica de 1600 días cerca de KIC 8462852, una "característica de caída" en la penumbra y los intervalos pronosticados de "iluminación" para explicar los inusuales eventos de luz estelar fluctuante de KIC 8462852, sido propuesto.
El 20 de noviembre de 2017 (est), comenzó un quinto evento de oscurecimiento prominente y se profundizó a una profundidad de 0,44%; a partir del 16 de diciembre de 2017, el evento se recuperó, se estabilizó en el fondo durante 11 días, se desvaneció nuevamente, a una profundidad total de oscurecimiento actual de 1.25%, y ahora se está recuperando nuevamente.
Los eventos de atenuación e iluminación de la estrella continúan siendo monitoreados; las curvas de luz relacionadas se actualizan actualmente y se lanzan con frecuencia.

## Fluctuaciones de luz de 2018
La estrella estaba demasiado cerca de la posición del Sol en el cielo desde fines de diciembre de 2017 hasta mediados de febrero de 2018 para ser vista. Las observaciones se reanudaron a finales de febrero. Una nueva serie de caídas comenzó el 16 de marzo de 2018. Para el 18 de marzo de 2018, la estrella había bajado en más del 1% en la banda g, según Bruce L. Gary, y alrededor del 5% en la banda r, lo que la inmersión más profunda observada desde la Misión Kepler en 2013, según Tabetha S. Boyajian. El 24 de marzo de 2018 comenzó una segunda inmersión aún más profunda con una profundidad de 5 +%, como confirmó el observador de AAVSO, John Hall. A partir del 27 de marzo de 2018, ese segundo descenso se está recuperando.